# Russaniw
Russaniw (ukrainisch Русанів, russisch Русанов Russanow) ist ein Dorf in der ukrainischen Oblast Kiew mit etwa 1600 Einwohnern (2001).

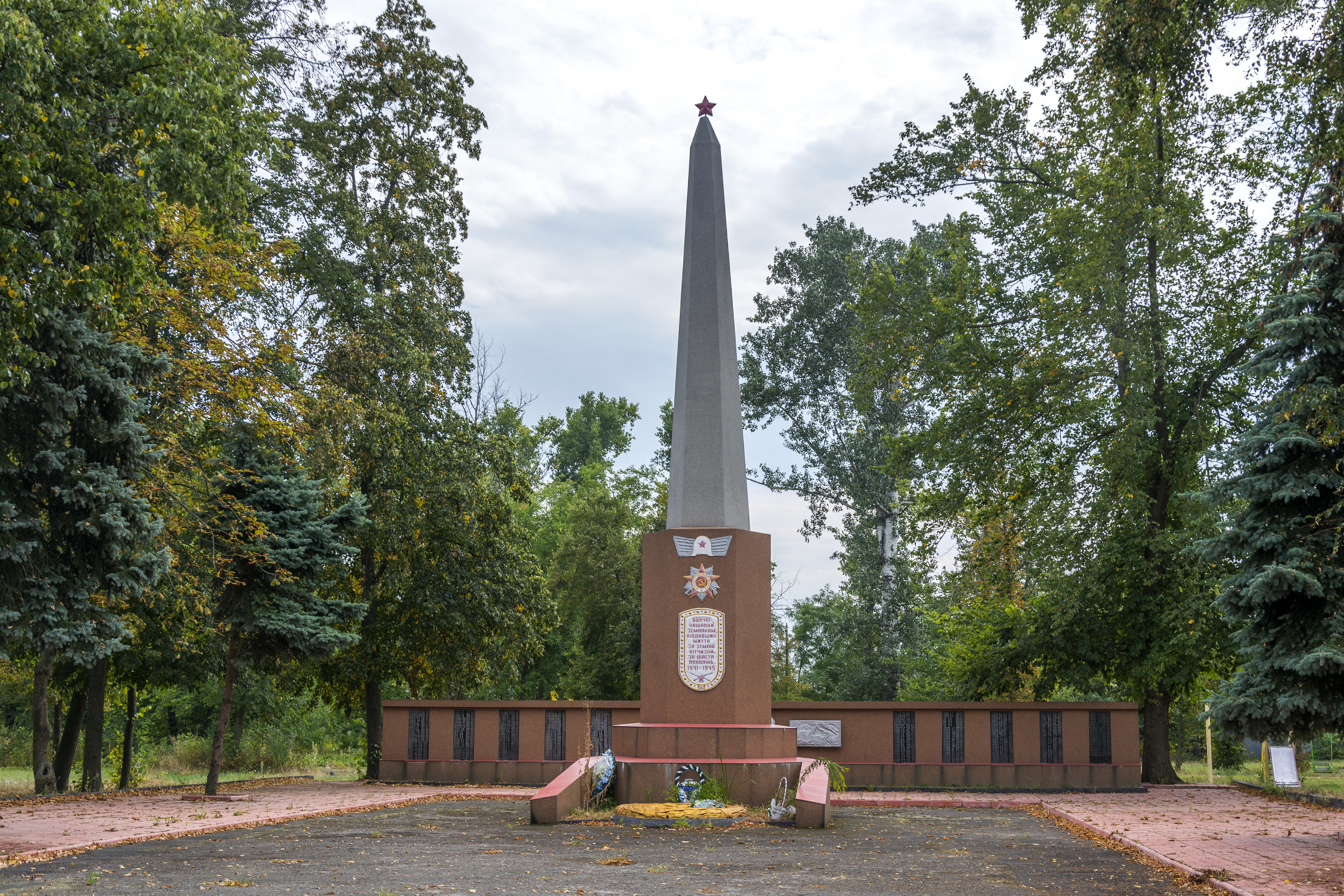
Denkmal im Ort

Das 1488 erstmals erwähnte Dorf ist das administrative Zentrum der gleichnamigen Landratsgemeinde im Osten des Rajon Browary, zu der noch das Dorf Persche Trawnja (Перше Травня) mit etwa 70 Einwohnern gehört. Russaniw liegt am rechten Ufer des Trubisch und an der Fernstraße N 07 30 km östlich vom Rajonzentrum Browary und etwa 55 km östlich vom Zentrum der Hauptstadt Kiew.
Am 12. Juni 2010 wurde das Dorf ein Teil der Siedlungsgemeinde Welyka Dymerka, bis dahin bildete es zusammen mit dem Dorf Persche Trawnja (Перше Травня) die gleichnamige Landratsgemeinde Russaniw (Русанівська сільська рада/Russaniwska silska rada) im Südwesten des Rajons Browary.